# Junosuando kyrka
Junosuando kyrka är en kyrkobyggnad som tillhör Pajala församling i Luleå stift. Kyrkan ligger mitt i Junosuando på en höjd omgiven av bebyggelse.

## Kyrkobyggnaden
Träkyrkan uppfördes 1904 av Isak Lahti och Karl Poromaa efter ritningar av Fritz Eckert. 17 augusti 1904 invigdes kyrkan av biskop Olof Bergqvist. Kyrkan står på en sockel av granit som fraktades dit från Tornefors och höggs till av Rail Mäntyvaara, Tärendö. Från början bestod kyrkan av ett långhus, ett tresidigt kor med en låg, vidbyggd sakristia i öster samt ett vapenhus i väster. Byggnadsstilen kan betecknas som historiserande med snickeridetaljer i nationalromantisk anda. Interiören täcks av ett tredingstak. 1927 byggdes kyrktornet med rokokoliknande former, ritat av Martin Westerberg. 1954 utfördes en total ombyggnad under Valdemar Granlund varvid den ursprungliga karaktären utplånades efter en stark förenkling av arkitekturen. 1978 förlängdes sakristian.

## Inventarier
- Altartavlan är från 1933 och har motivet "Jesus botar en blind". Målad av Gerda Höglund.
- Norr om altaret intill väggen står en åttakantig predikstol på pelarfot under ett åttakantigt ljudtak.
- Ljuslampetter och mässingskronor tillkom på 1930-talet.

## Omgivning
- Klockstapeln är samtida med kyrkan och är numera uppställd mittemot det vinkelbyggda församlingshemmet som invigdes 1961.
- Kyrkans tomt omgärdas av en skogsridå vid norra, östra och västra sidan.

### Webbkällor
- Svenska kyrkan i Pajala
- Länsstyrelsen i Norrbottens län[död länk]
- Wikimedia Commons har media som rör Junosuando kyrka.